# Vukovi umiru sami
"Vukovi umiru sami" je pjesma kojom su Boris Novković i ansanbl Lado predstavljali Hrvatsku na Euroviziji 2005. u kijevskoj Palači sporta. Pjesmu je skladao Franjo Valentić dok je tekst napisao sam Novković.
Skladba je najprije nastupila u polufinalu gdje se s četvrtim mjestom automatski plasirala u samu završnicu Eurosonga. Ondje je pak ostvareno jedanaesto mjesto sa 115 bodova. Najviše bodova dobiveno je od susjednih zemalja, odnosno Slovenije, BiH te SiCG.
Novković i Valentić nastupili su i sljedeće godine na Eurosongu kao hrvatski predstavnici, ovaj puta kao skladatelji Moje štikle.

## Vanjske poveznice
- Službeni nastup u finalu ESC 2005.